# Sadhu

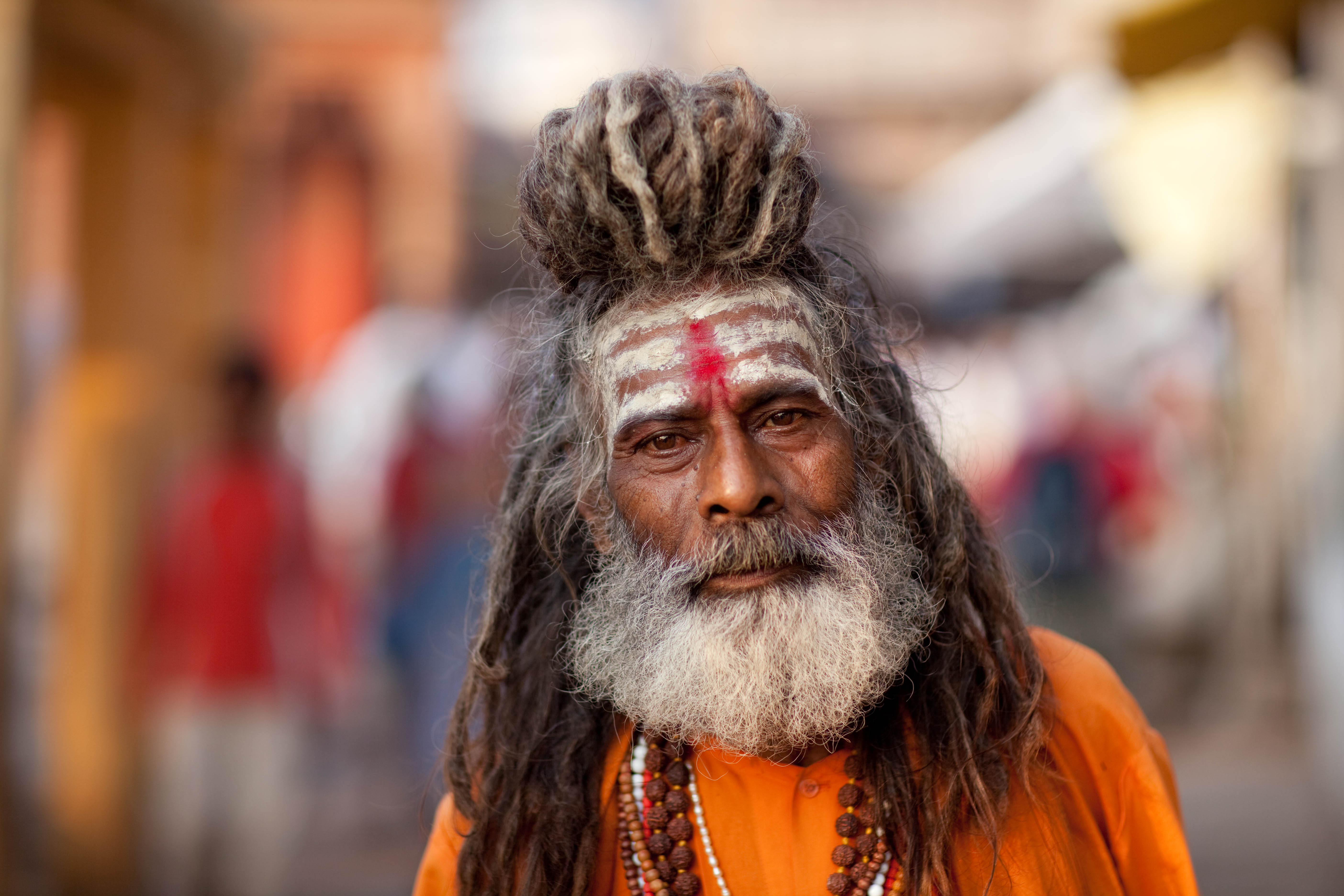
Sadhu.

Un sadhu (saa-dhu) es un asceta hindú o un monje que sigue el camino de la penitencia y la austeridad para obtener la iluminación y la felicidad. 
Es la cuarta fase de la vida en la religión hindú, después de estudiar, de ser padre y de ser peregrino. La tradición sadhu consiste en renunciar a todos los vínculos que los unen a lo terrenal o material en la búsqueda de los verdaderos valores de la vida. Por norma general, un sahdu vive incluido en la sociedad, pero intenta ignorar los placeres y dolores humanos.
Muchos sadhus imitan la vida mitológica de Shiva, el principal de todos los ascetas. Llevan un tridente simbólico y se pintan tres rayas de ceniza en su frente para representar los tres aspectos de Shiva en su búsqueda asceta para destruir las tres impurezas (egoísmo, acción con deseo y el maya). Llevan túnicas de color azafrán, que significan que han sido bendecidos con la sangre fértil de Parvati, la consorte de Shiva. 
Dedican la mayor parte de su tiempo a la meditación. Muchos de estos se reúnen en determinadas fiestas como es el Kumbhamela.
Los sadhus son la respuesta en India para el sistema de valores. Han dejado atrás todas las ataduras materiales para liberarse a un mundo con la realidad divina, y viven en cuevas, bosques y templos por toda la India. Existen alrededor de 4 o 5 millones de sadhus hoy en día en el país, y son personas respetadas, veneradas e incluso temidas. Son mantenidos por todos los ciudadanos que les donan alimentos.

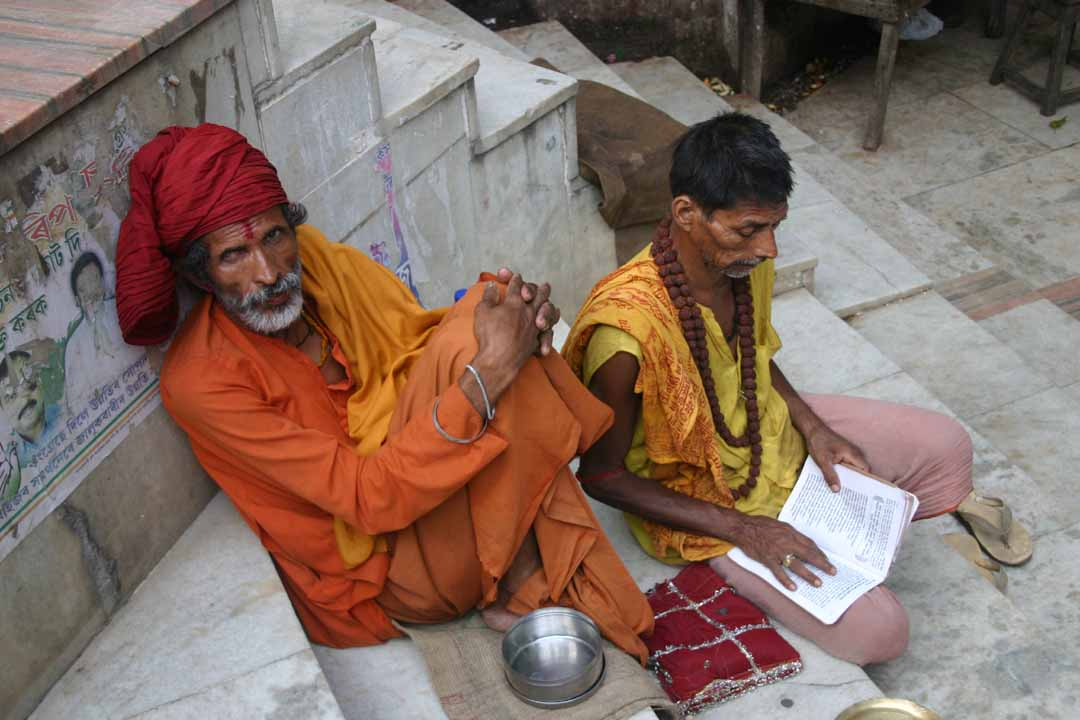
Sadhu con su discípulo.

Hay muchas clases de sadhus. Dentro de los sadhus, los Nagas son los más prominentes ya que se mantienen desnudos, cubiertos solamente con un "vibhuti" o cenizas sagradas. Dejan crecer su pelo en bucles llamados jata. 
Los sadhus se dividen en tres principales "akharas" o denominaciones, las cuales fueron establecidas en el siglo VIII por el sabio Adi Shankaracharya. Este estableció cuatro "maths" o centros en las cuatro puntas extremas de India. En estos akharas, los sadhus aprenden el control de la mente y del cuerpo hasta ser maestros del yoga. 
Los sadhus generalmente pasan el primer año de su vida, después de la renuncia a lo mundano, con sus gurus o maestros. Los sadhus tradicionales se rapan el cráneo como un signo de renuncia. Una vez que hayan aprendido las artes espirituales y de yoga, tienen que dejar al guru para caminar por las calles y bosques, nunca quedándose en un solo lugar ya que creen que moverse mantiene al cuerpo en alerta, mientras que quedarse en un lugar los hace inactivos.
El mayor número de sadhus se encuentra en Juna Akhara, un lugar famoso por las penitencias extremas y los éxitos yogísticos de sus miembros.